# Tsurikichi Sanpei
Tsurikichi Sanpei (jap. 釣りキチ三平) – manga autorstwa Takao Yaguchiego, publikowana w magazynie „Shūkan Shōnen Magazine” wydawnictwa Kōdansha w latach 1973–1983.
Na podstawie mangi powstał 109-odcinkowy serial anime, który emitowano od kwietnia 1980 do czerwca 1982. W 2009 roku ukazał się również pełnometrażowy film aktorski w reżyserii Yōjirō Takity.
Do października 2020 seria rozeszła się w ponad 50 milionach egzemplarzy, co czyni ją jedną z najlepiej sprzedających się mang.

## Fabuła
Sanpei to chłopak z pasją do wędkarstwa, który przemierza Japonię i świat w poszukiwaniu nowych ryb do złowienia i nowych wyzwań, takich jak rywalizacja z innymi wędkarzami. Wspierają go dwaj profesjonalni wędkarze: jego dziadek oraz tajemniczy mężczyzna w ciemnych okularach.

## Bohaterowie
- Sanpei Mihira (jap. 三平三平)
- Ippei Mihira (jap. 三平 一平)
- Gyoshin Ayukawa (jap. 鮎川魚紳)
- Masaharu Kase (jap. 加瀬 正治)
- Yuri Takayama (jap. 高山 ユリ)

## Manga
Seria była publikowana w magazynie „Shūkan Shōnen Magazine” wydawnictwa Kōdansha w latach 1973–1983. Jej rozdziały zostały następnie zebrane w 65 tomach typu tankōbon, które wydawane były od 18 lutego 1974 do 16 maja 1983.
Druga seria, zatytułowana Tsurikichi Sanpei heiseiban (jap. 釣りキチ三平 平成版), również stworzona przez Takao Yaguchiego, była publikowana w latach 2002–2010. W tej serii opowiedziane zostały nowe historie osadzone w latach 2000., jednak bohaterowie pozostali młodzi. Rozdziały zostały następnie zebrane w 12 tankōbonach, wydanych między 15 kwietnia 2002 a 17 maja 2010.

## Anime
Manga została zaadaptowana na 109-odcinkowy serial anime. Za produkcję odpowiadało studio Nippon Animation, a za reżyserię Yoshikata Nitta. Serię emitowano na kanale Fuji TV od 7 kwietnia 1980 do 28 czerwca 1982. Motywem otwierającym jest „Wakaki tabibito” (jap. 若き旅人), natomiast końcowym „Ore wa tsurikichi Sanpei da” (jap. おれは釣りキチ三平だ). Oba utwory wykonał MoJo.